# Yubo Fernández
Yubo Fernández. Pintora, actriz y artista visual dominicana que ha trabajado en eventos actorales dentro y fuera de su país. Fernández ha recibido premios por su desempeño actoral en Barcelona, España y Toronto (Canadá)
Licenciada en publicidad, vivió 10 años en Nueva York. Estudió actuación en Atlantic Film School, NYC. También estudió eliminación y adquisición de acento en Edge Studio NYC
y cinematografía en la Escuela de Altos de Chavón.
Participó en la obra de Broadway "The Lost Widow". Actuó como papel secundario en "El Encuentro", obra del director Alfonso Rodríguez.
En el 2017 comenzó una campaña de concienciación sobre el cáncer realizando un calendario a nivel internacional con modelos cotizadas de su país.
Fernández ha sido nominada a Premios la Silla 2017 en República Dominicana como mejor cortometraje por su trabajo en Como Matamos a Luisa
Fernández está constantemente trabajando en New York como anfitriona en el programa 'Sequence', que trata sobre latinos que trabajan en dicha ciudad.
En 2019 presentó el monólogo 'Late for Martinis', siendo su tercera aparición en broadway. Dicha obra fue dirigida por Alejandro Normand y adaptada al inglés por Fernandez.

## Actuación
- The Lost Widow Broadway, (NYC)
- El Encuentro
- Peldaños de dolor
- Cómo matamos a Luisa[10][11][12]
- Late for Martinis[13]
- Papi
- Juego de Niñas[14]

## Reconocimientos
- Barcelona Planet Film Festival: Mejor Actriz, Mejor Mujer Cineasta, Mejor Tráiler, Mejor Actriz[15]
- One World Toronto Film Festival: Mejor Actriz[16]
- L.A SHORTS AWARDS :Mejor Cortometraje Mejor Actriz (Diamond Award)[17]
- Platinum Award Mejor Cinematografía Mejor Cinematografía ( Platinum Award)
- HOLLYWOOD BLV FILM FEST PREMIOS" Mejor Cortometraje Mejor Actriz Mejor actriz
- CHANDLER FILM FESTIVAL PREMIOS: Mejor Cortometraje Mejor Actriz, Mejor Actriz, Selecciones.[18]
- Barcelona Planet Film Festival  (Barcelona, España)Real Time Film Festival (Lagos, Nigeria)Film Noir Festival  (Albert, Francia)
- Hollywood independant Film Festival (Los Angeles, EU)L.A. Shorts Awards (Los Angeles, EU)
- Hollywood Blvd Film Festival  (Los Angeles, EU)Indi Wise Film Festival  (FLorida, EU)
- Miami Independant Film Festival (Florida, EU)Chandler Itln Film Festival (Arizona, EU)
- LA independent Film Fest Awards (Los Angeles, EU):[19]